# Kherson rajon
Kherson rajon (ukrainsk: Херсонський район, tr. Khersonskij rajon) er en af 5 rajoner i Kherson oblast i Ukraine, hvor Kherson rajon er beliggende mellem Skadovsk rajon mod syd, Kakhovka rajon mod øst, Beryslav rajon mod nordøst, og med grænse til Mykolaiv oblast mod nord. Kherson rajon gennemskæres af Dnepr-floden, som mod vest har udmunding i Sortehavet. Byen Kherson ligger på Dneprs nordlige bred og er en vigtig havneby med flere skibsværfter og olieraffinaderi.
Indtil 2020 havde Kherson status af "by af regional betydning", men der var ikke nogen Kherson rajon, eftersom denne var nedlagt i 1963.
Ved Ukraines administrative reform i juli 2020 er oprettet en ny Kherson rajon, der foruden Kherson omfatter byen Oleshky og nogle mindre byer, så det samlede befolkningstal for rajonen er nået op på 464.400 
I den østlige ende af Kherson rajon syd for og næsten på bredden af Dnepr finder man Oleshky-ørkenen (en), som er Europas næststørste ørken. Den ligger 30 km øst for Kherson, 110 km øst for udmundingen af Dnepr i Sortehavet og 60 km nord for Sortehavet.